# ZIS-110
La ZIS-110 è un'autovettura full-size prodotta dalla Zavod Imeni Stalina (che più tardi diventerà Zavod Imeni Lichačëva) dal 1946 al 1958. Del modello ne venne realizzata dal 1946 al 1947 una versione blindata per Stalin a cui fu dato il nome di ZIS-115. Entrambi i modelli montavano il medesimo propulsore.

## Storia

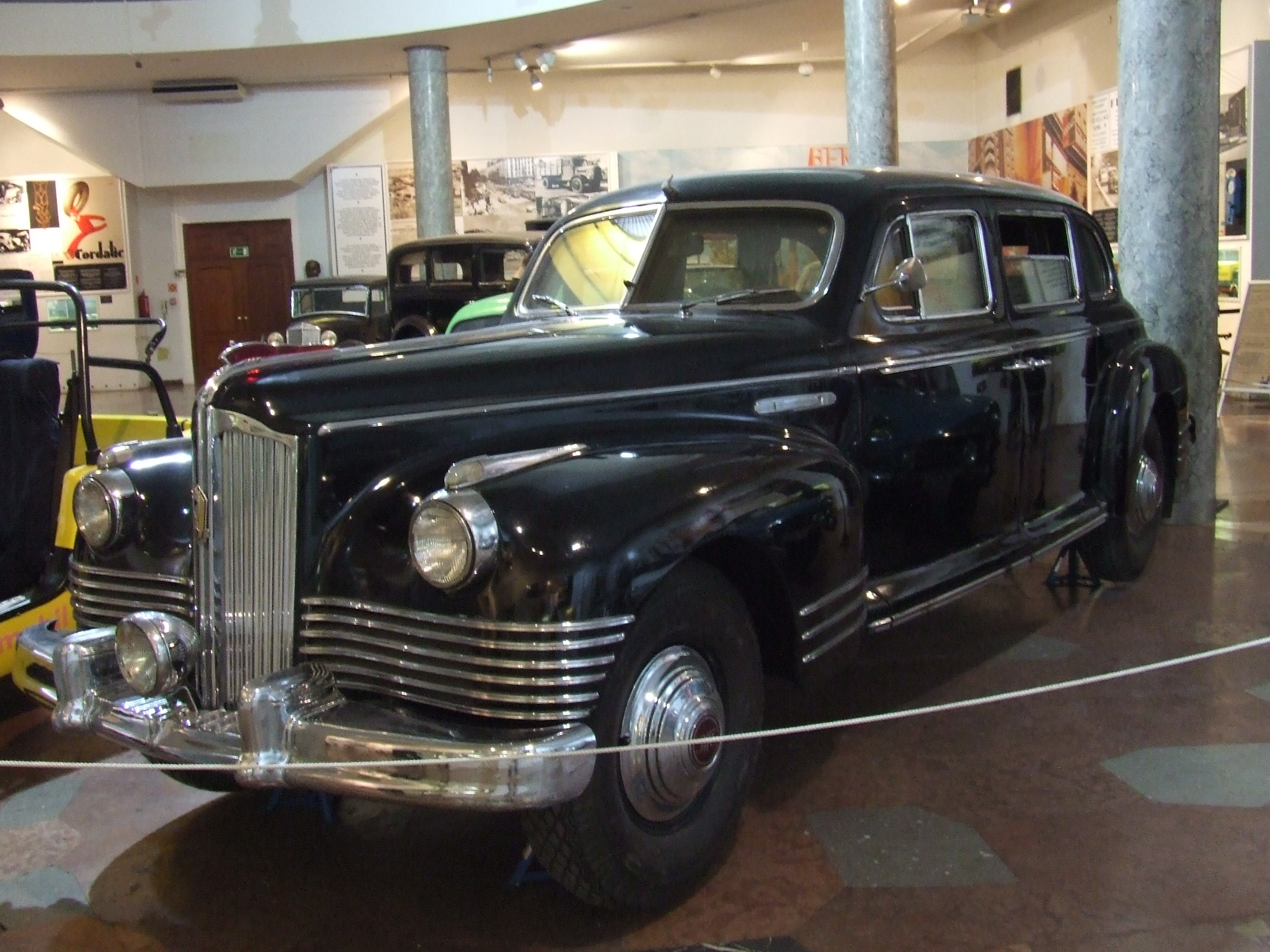
La ZIS-115 di Stalin

Il modello è stato sviluppato tramite ingegneria inversa da una Packard Super Eight del 1942 durante il 1944. I primi cinque prototipi furono pronti nell'agosto 1945. La ZIS-110 era equipaggiata da un motore a otto cilindri in linea da 6 L di cilindrata che erogava 140 CV di potenza e che permetteva al modello di raggiungere i 140 km/h. Il motore era montato anteriormente, mentre la trazione era posteriore ed il cambio era manuale a tre rapporti.

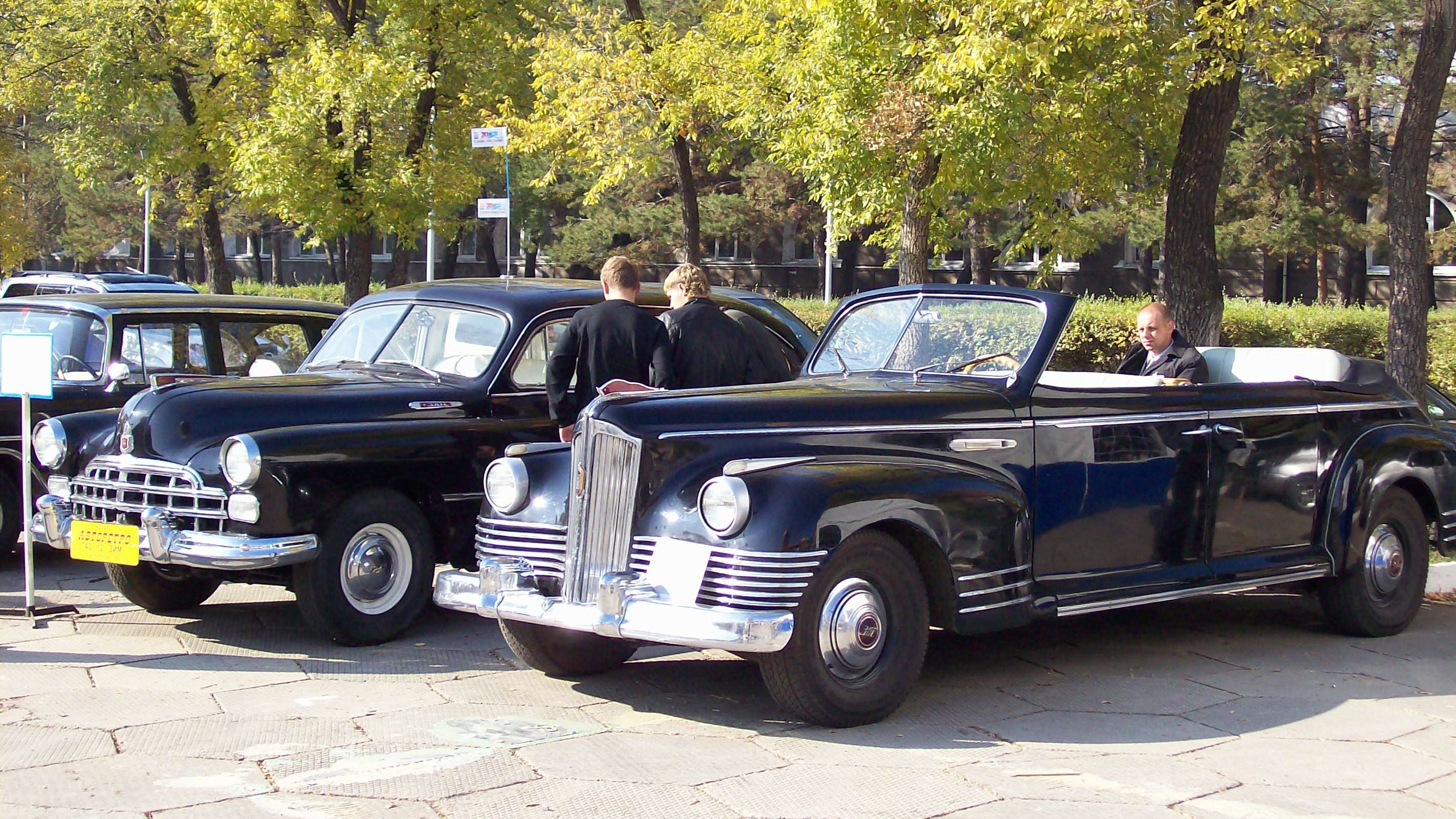
ZIS-110B

La ZIS-110 fu offerta in versione limousine quattro porte e cabriolet due porte. Quest'ultima fu denominata ZIS-110B. L'esemplare di ZIS-110B appartenuto a Stalin fu utilizzato come auto da parata per Nikita Chruščëv. In seguito questa vettura fu donata a Enver Hoxha. Del modello fu anche prodotta una versione ambulanza a cui fu dato il nome di ZIS-110S.
Ci furono voci insistenti riguardo al fatto che per realizzare il modello fossero state utilizzate le linee produttive della Packard 180 (che uscì di produzione nel 1942), ma negli archivi storici Packard non sono presenti prove di questa ipotesi.
La ZIS-110 fu utilizzata quasi esclusivamente dai più alti rappresentanti dell'Unione Sovietica e dai leader degli stati alleati.
Il modello fu prodotto in 2.089 esemplari e venne sostituito dalla ZIL-111. Anche lo stile e la tecnica del modello successore derivò da una vettura Packard, la Patrician.